# آنزیم‌های صنعتی
آنزیم‌های صنعتی آنزیم‌هایی هستند که به صورت تجاری در انواع صنایع مانند صنایع دارویی، صنایع شیمیایی، سوخت‌های زیستی، مواد غذایی و محصولات مصرفی مورد استفاده قرار می‌گیرند.
به دلیل پیشرفت‌های انجام شده در سال‌های اخیر، تجزیه بیوکاتالیزی از طریق آنزیم‌های استخراج شده از سلول‌های کامل مقرون به صرفه‌تر از استفاده از سلول‌های کامل است. آنزیم‌ها ممکن است به عنوان یک عملیات واحد در یک فرایند برای تولید یک محصول مورد استفاده قرار گیرند. فرایندهای کاتالیزی صنعتی که از طریق آنزیم‌ها انجام می‌پذیرند به دلیل توانایی عملکردی آنها در شرایط معتدل و ویژگی‌های خاص و موقعیت‌های استثنایی دارای مزیت‌هایی‌اند که فرایندهای شیمیایی سنتی فاقد آن‌ها هستند به همین دلیل در طی سال‌های اخیر این نوع از کاتالیزها رشد سریعی را تجربه کرده‌اند. آنزیم‌هایی که از سلول‌ها استخراج و خالص سازی می‌شوند معمولاً در واکنشهای هیدرولیز و ایزومریزاسیون استفاده می‌شوند. با این حال همچنان در مواقعی که یک واکنش به چند عامل مشترک نیاز دارد استفاده از سلول‌های کامل انتخاب بهتری نسبت به آنزیم‌های استخراج شده‌است. اگرچه ممکن است عوامل مزاحم نیز در شرایط آزمایشگاهی ایجاد شود، اما استفاده از سلول‌های فعال متابولیک معمولاً در این موارد مقرون به صرفه‌تر است.

## آنزیم‌ها به عنوان یک عملیات واحد

### بی حرکتی
آنزیم‌ها و خصوصیات آنها با وجود قابلیت‌های کاتالیزوری عالی، باید در بسیاری از موارد قبل از اجرای صنعتی بهبود یابند. برخی از جنبه‌های آنزیم‌ها که باید قبل از اجرا بهبود یابند، پایداری، فعالیت، مهار توسط محصولات واکنش و انتخاب نسبت به لایه‌های غیرطبیعی است. این ممکن است از طریق بی حرکتی آنزیم‌ها روی یک ماده جامد مانند یک ساپورت متخلخل حاصل شود. بی حرکتی آنزیم‌ها روند بهبود را بسیار ساده می‌کند، کنترل فرایند را افزایش می‌دهد و هزینه‌های عملیاتی را کاهش می‌دهد. بسیاری از تکنیک‌های بی حرکتی مانند جذب، اتصال کووالانسی وجود دارد. در فرایندهای بی حرکتی ایده‌آل برای اطمینان از پایداری آنزیم‌ها نباید از واکنش دهنده‌های بسیار سمی در روش بی حرکتی استفاده شود. پس از بی حرکتی کامل، آنزیم‌ها به یک مخزن واکنش برای تجزیه بیولوژیک وارد می‌شوند.

#### اتصال کووالانسی

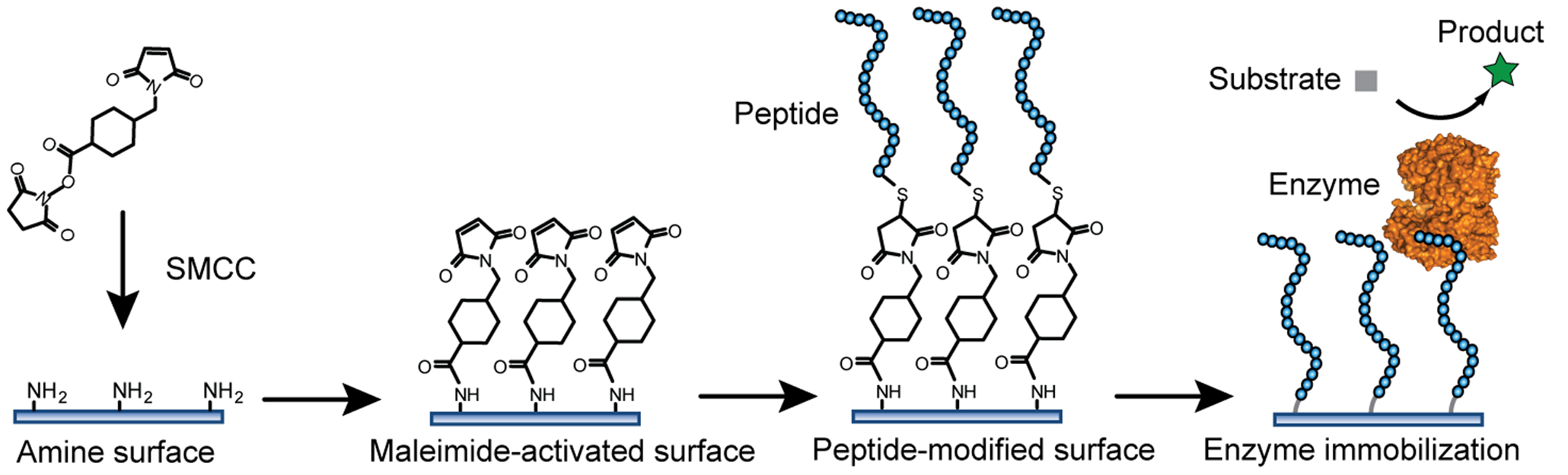
نمونه بی حرکتی آنزیم از طریق اتصال کووالانسی

### بهبود
آنزیم‌ها معمولاً هزینه عملیاتی قابل توجهی را برای فرایندهای صنعتی تشکیل می‌دهند و در بسیاری از موارد برای اطمینان از امکان اقتصادی بودن یک فرایند، باید بازیابی و مورد استفاده مجدد قرار گیرند. اگرچه برخی از فرایندهای زیست کاتالیستی با استفاده از حلال‌های آلی کار می‌کنند، اما اکثر فرایندها در محیط‌های آبی اتفاق می‌افتند و سهولت جداسازی را بهبود می‌بخشند. بیشتر فرایندهای بیوکاتالیستی به‌صورت دسته ای رخ می‌دهد و آنها را از فرایندهای شیمیایی متمایز می‌کند. در نتیجه، فرایندهای زیستی معمولی پس از تبدیل بیولوژیکی از تکنیک جداسازی استفاده می‌کنند. در این حالت، تجمع محصول ممکن است باعث مهار فعالیت آنزیم شود.
| آنزیم‌ها به عنوان یک عملیات واحد | آنزیم‌ها به عنوان یک عملیات واحد | آنزیم‌ها به عنوان یک عملیات واحد                                                              |
| آنزیم                           | صنعت                            | کاربرد                                                                                       |
| ------------------------------- | ------------------------------- | -------------------------------------------------------------------------------------------- |
| پالاتاز                         | غذا                             | طعم پنیر را افزایش دهید                                                                      |
| لیپوزیم TL IM                   | غذا                             | شفاف شدن روغن نباتی                                                                          |
| لیپاز AK Amano                  | دارویی                          | سنتز ترکیبات کایرال                                                                          |
| لیپوپان F                       | غذا                             | امولسیون کننده                                                                               |
| سلولاز                          | سوخت زیستی                      | دسته ای از آنزیم‌هایی که سلولز را به مونومرهای گلوکز تخریب می‌کنند                             |
| آمیلاز                          | غذا / سوخت زیستی                | دسته ای از آنزیم‌هایی که نشاسته را به مونومرهای گلوکز تخریب می‌کنند                            |
| ایزومراز زیلوز                  | غذا                             | تولید زیاد شربت ذرت با فروکتوز                                                               |
| رزیناز                          | کاغذ                            | کنترل پیچ در پردازش کاغذ                                                                     |
| پنی سیلین آمیداز                | دارویی                          | تولید آنتی‌بیوتیک مصنوعی                                                                      |
| آمیداز                          | شیمیایی                         | دسته ای از آنزیم‌های مورد استفاده برای تولید اسید آمینه خالص غیر پروتئین زا از نظر انانتیومری |

## آنزیم‌ها به عنوان یک محصول
برای صنعتی سازی یک آنزیم، فرایندهای تولید آنزیم بالادست و پایین دست زیر در نظر گرفته می‌شود:

### بالادست
فرایندهای بالادستی فرایندهایی هستند که به تولید آنزیم کمک می‌کنند.

### پایین دست
فرایندهای پایین دستی آنهایی هستند که به جداسازی یا خالص سازی آنزیم‌ها کمک می‌کنند.
آنزیم‌های خالص یا به صورت خالص به صنایع دیگر فروخته می‌شوند، یا به کالاهای مصرفی اضافه می‌شوند.
| آنزیم‌ها به عنوان یک محصول دلخواه | آنزیم‌ها به عنوان یک محصول دلخواه | آنزیم‌ها به عنوان یک محصول دلخواه         |
| آنزیم                            | صنعت                             | کاربرد                                   |
| -------------------------------- | -------------------------------- | ---------------------------------------- |
| نووزیم -۴۳۵                      | کالاهای مصرفی                    | تولید ایزوپروپیل میریستات (لوازم آرایشی) |
| بروملین                          | غذا                              | نرم‌کننده گوشت                            |
| نوپازیم                          | غذا                              | کیفیت رشته فرنگی را بهبود ببخشید         |
| آسپاراژیناز                      | دارویی                           | جهت درمان سرطان لنفاوی                   |
| فیشین                            | دارویی                           | بهبود گوارش                              |
| اوروکیناز                        | دارویی                           | پادبند                                   |
| β-لاکتاماز                       | دارویی                           | درمان آلرژی به پنی سیلین                 |
| سوبتیلیسین                       | کالاهای مصرفی                    | پودر لباس‌شویی                            |